# Hyophila ovalifolia
Hyophila ovalifolia är en bladmossart som beskrevs av Georg Ernst Ludwig Hampe 1875. Hyophila ovalifolia ingår i släktet Hyophila och familjen Pottiaceae. Inga underarter finns listade i Catalogue of Life.